# میریام رودریگز
میریام رودریگز (انگلیسی: Miriam Rodríguez; ۳۰ سپتامبر ۱۹۹۶) خواننده اهل اسپانیا است. وی از سال ۲۰۱۳ میلادی تاکنون مشغول فعالیت بوده است.